# A Nemzetközi Informatikai Diákolimpiák magyar versenyzői
Ez a lista a Nemzetközi Informatikai Diákolimpiák magyar versenyzőit sorolja fel.

## A magyar versenyzők eredményei a diákolimpiák (fordított) időrendi sorrendjében
37. Sucre, Bolívia (2025) - 330 versenyző
- Molnár István Ádám, (Miskolc, Földes Ferenc Gimnázium, 12. o.), 77.94 pont, 15. helyezés (aranyérem)
- Görömbey Tamás, (Debrecen, Fazekas Mihály Gimnázium, 11. o.), 76.61 pont, 18. helyezés (aranyérem)
- Szilágyi Balázs (Budapest, Veres Péter Gimnázium, 11. o.), 54.07 pont, 95. helyezés, (bronzérem)
- Czanik Pál, (Budapest, Fazekas Mihály Gimnázium, 12. o.), 50.19 pont, 117. helyezés (bronzérem)

36. Alexandria, Egyiptom (2024) - 353 versenyző
- Molnár István Ádám, (Miskolc, Földes Ferenc Gimnázium, 11. o.), 402.67 pont, 14. helyezés (aranyérem)
- Czanik Pál, (Budapest, Fazekas Mihály Gimnázium, 11. o.), 308.14 pont, 71. helyezés (ezüstérem)
- Bata Zsombor, (Pilisvörösvár, Fridrich Schiller Gimnázium, 12. o.), 211.70 pont, 183. helyezés (dicséret)
- Görömbey Tamás, (Debrecen, Fazekas Mihály Gimnázium, 10. o.), 195.00 pont, 203. helyezés

35. Szeged, Magyarország (2023) – 354 versenyző
- Molnár István Ádám, (Miskolc, Földes Ferenc Gimnázium, 10. o.), 209,5 pont, 108-110. helyezés (bronzérem)
- Máté Lőrinc, (Budapest, Fazekas Mihály Gimnázium, 12. o.), 198 pont, 123-125. helyezés (bronzérem)
- Németh Márton Tamás, (Budapest, Fazekas Mihály Gimnázium, 12. o.), 179 pont, 148-149. helyezés (bronzérem)
- Czanik Pál, (Budapest, Fazekas Mihály Gimnázium, 10. o.), 127 pont, 219. helyezés (dicséret)
- Tarján Bernát (Budapest, Veres Péter Gimnázium, 11. o.), 270 pont, 56. helyezés, Hungary2 (ezüstérem)
- Fülöp Máté, (Budapest, Veres Péter Gimnázium, 10. o.), 179 pont, 148-149. helyezés, Hungary2 (bronzérem)
- Németh Marcell, (Budapest, Bolyai János Gimnázium, 11. o.), 167 pont, 162-163. helyezés, Hungary2 (bronzérem)
- Vámosi Bendegúz Péter, (Debrecen, Fazekas Mihály Gimnázium, 9. o.), 137 pont, 207. helyezés, Hungary2 (dicséret)

34. Yogyakarta, Indonézia (2022) – 349 versenyző
- Molnár István Ádám, (Miskolc, Földes Ferenc Gimnázium, 9. o.), 263 pont, 86. helyezés (ezüstérem)
- Czanik Pál, (Budapest, Fazekas Mihály Gimnázium, 9. o.), 228.71 pont, 112. helyezés (bronzérem)
- Németh Márton Tamás, (Budapest, Fazekas Mihály Gimnázium, 11. o.), 141.15 pont, 182. helyezés (dicséret)
- Máté Lőrinc, (Budapest, Fazekas Mihály Gimnázium, 11. o.), 128.48 pont, 198. helyezés (dicséret)

33. online, Szingapúr (2021) – 351 versenyző
- Tóth Gellért, (Budapest, Árpád Gimnázium, 12. o.), 308 pont, 68-69. helyezés (ezüstérem)
- Szabó Kornél György, (Budapest, Fazekas Mihály Gimnázium, 12. o.), 236 pont, 133. helyezés (bronzérem)
- Varga Péter, (Budapest, Árpád Gimnázium, 12. o.), 207 pont, 165-166. helyezés (bronzérem)
- Németh Márton Tamás, (Nagykanizsa, Batthyány Lajos Gimnázium, 10. o.), 148 pont, 275. helyezés

32. online, Szingapúr (2020) – 343 versenyző
- Gyimesi Péter, (Budapest, Veres Péter Gimnázium, 12. o.), 396.75 pont, 59. helyezés (ezüstérem)
- Tóth Balázs, (Budapest, Fazekas Mihály Gimnázium, 12. o.), 373.59 pont, 70. helyezés (ezüstérem)
- Nagy Nándor, (Budapest, Fazekas Mihály Gimnázium, 12. o.), 354.14 pont, 79. helyezés (ezüstérem)
- Noszály Áron, (Debrecen, Fazekas Mihály Gimnázium, 12. o.), 348.3 pont, 81. helyezés (ezüstérem)

31. Baku, Azerbajdzsán (2019) – 327 versenyző
- Tóth Balázs, (Budapest, Fazekas Mihály Gimnázium, 11. o.), 418.26 pont, 27. helyezés (aranyérem)
- Nagy Nándor, (Budapest, Fazekas Mihály Gimnázium, 11. o.), 280.47 pont, 131. helyezés (bronzérem)
- Molnár Bálint, (Budapest, Fazekas Mihály Gimnázium, 11. o.), 246.33 pont, 167. helyezés
- Noszály Áron, (Debrecen, Fazekas Mihály Gimnázium, 11. o.), 209.63 pont, 209. helyezés

30. Tsukuba, Japán (2018) – 335 versenyző
- Gáspár Attila, (Miskolc, Földes Ferenc Gimnázium, 12. o.), 305 pont, 49. helyezés (ezüstérem)
- Molnár-Sáska Zoltán, (Budapest, Fazekas Mihály Gimnázium, 12. o.), 254 pont, 104. helyezés (bronzérem)
- Janzer Orsolya Lili, (Budapest, Fazekas Mihály Gimnázium, 12. o.), 205 pont, 151-153. helyezés (bronzérem)
- Noszály Áron, (Debrecen, Fazekas Mihály Gimnázium, 10. o.), 204 pont, 154-156. helyezés (bronzérem)

29. Teherán, Irán (2017) – 304 versenyző
- Gáspár Attila, (Miskolc, Földes Ferenc Gimnázium, 11. o.), 391.24 pont, 14. helyezés (aranyérem)
- Mernyei Péter, (Budapest, Radnóti Miklós Gimnázium, 12. o.), 303 pont, 41. helyezés (ezüstérem)
- Janzer Orsolya Lili, (Budapest, Fazekas Mihály Gimnázium, 11. o.), 233.08 pont, 90. helyezés (bronzérem)
- Radnai László, (Budapest, Veres Péter Gimnázium, 12. o.), 44 pont, 271. helyezés

28. Kazany, Oroszország (2016) – 308 versenyző
- Erdős Márton, (Nagykanizsa, Batthyány Lajos Gimnázium, 12. o.), 398 pont, 36. helyezés (ezüstérem)
- Mernyei Péter, (Budapest, Radnóti Miklós Gimnázium, 11. o.), 333 pont, 65. helyezés (ezüstérem)
- Zarándy Álmos, (Budapest, Fazekas Mihály Gimnázium, 12. o.), 315 pont, 81-82. helyezés (bronzérem)
- Molnár-Sáska Zoltán, (Budapest, Fazekas Mihály Gimnázium, 10. o.), 291 pont, 107-109. helyezés (bronzérem)

27. Almati, Kazahsztán (2015) – 322 versenyző
- Erdős Márton, (Nagykanizsa, Batthyány Lajos Gimnázium, 11. o.), 437.55 pont, 28-29. helyezés (ezüstérem)
- Schwarcz Tamás, (Budapest, Berzsenyi Dániel Gimnázium, 12. o.), 203 pont, 150. helyezés (bronzérem)
- Zarándy Álmos, (Budapest, Fazekas Mihály Gimnázium, 11. o.), 177.86 pont, 168. helyezés
- Weisz Ambrus, (Budapest, Fazekas Mihály Gimnázium, 12. o.), 172.42 pont, 170. helyezés

26. Tajpej, Tajvan (2014) – 311 versenyző
- Somogyvári Kristóf, (Szeged, Ságvári Endre Gimnázium, 12. o.), 296 pont, 105-108. helyezés (bronzérem)
- Erdős Márton, (Nagykanizsa, Batthyány Lajos Gimnázium, 10. o.), 190 pont, 174. helyezés
- Székely Szilveszter, (Eger, Neumann János Szakközépiskola, 11. o.), 171 pont, 185-188. helyezés
- Weisz Ambrus, (Budapest, Fazekas Mihály Gimnázium, 11. o.), 144 pont, 203-204. helyezés

25. Brisbane, Ausztrália (2013) – 299 versenyző
- Weisz Gellért, (Budapest, Fazekas Mihály Gimnázium, 12. o.), 417 pont, 55. helyezés (ezüstérem)
- Nagy Vendel, (Debrecen, Fazekas Mihály Gimnázium, 11. o.), 309 pont, 102. helyezés (bronzérem)
- Simig Dániel, (Budapest, Fazekas Mihály Gimnázium, 12. o.), 132 pont, 205. helyezés
- Leitereg András, (Budapest, Veres Péter Gimnázium, 12. o.), 124 pont, 209. helyezés

24. Milánó, Sirmione, Olaszország (2012) – 310 versenyző
- Havasi Márton, (Budapest, Fazekas Mihály Gimnázium, 11. o.), 248 pont, 68. helyezés (ezüstérem)
- Weisz Gellért, (Budapest, Fazekas Mihály Gimnázium, 11. o.), 192 pont, 111-113. helyezés (bronzérem)
- Szenczi Zoltán, (Budapest, Fazekas Mihály Gimnázium, 12. o.), 163 pont, 147. helyezés (bronzérem)
- Marussy Kristóf, (Budapest, Szent István Gimnázium, 12. o.), 124 pont, 185-186. helyezés

23. Pattaja, Thaiföld (2011) – 303 versenyző
- Dankovics Attila, (Budapest, Veres Péter Gimnázium, 12. o.), 464 pont, 31. helyezés (ezüstérem)
- Weisz Ágoston, (Budapest, Fazekas Mihály Gimnázium, 12. o.), 348 pont, 97-99. helyezés (bronzérem)
- Szenczi Zoltán, (Budapest, Fazekas Mihály Gimnázium, 11. o.), 262 pont, 159-164. helyezés
- Danyluk Tamás, (Miskolc, Földes Ferenc Gimnázium, 12. o.), 260 pont, 166-167. helyezés

22. Waterloo, Kanada (2010) – 297 versenyző
- Dankovics Attila, (Budapest, Veres Péter Gimnázium, 11. o.), 685 pont, 26-29. helyezés (ezüstérem)
- Mészáros András, (Győr, Révai Miklós Gimnázium, 12. o.), 628 pont, 68. helyezés (ezüstérem)
- Hunyady Márton, (Pannonhalma, Bencés Gimnázium, 12. o.), 586 pont, 108-109. helyezés (bronzérem)
- Wagner Zsolt, (Budapest, Fazekas Mihály Gimnázium, 12. o.), 536 pont, 151. helyezés

21. Plovdiv, Bulgária (2009) – 301 versenyző
- Gévay Gábor, (Szeged, Ságvári Endre Gimnázium, 12. o.), 428 pont, 118. helyezés (bronzérem)
- Englert Péter, (Zalaegerszeg, Zrínyi Miklós Gimnázium, 12. o.)
- Danner Gábor, (Szeged, Ságvári Endre Gimnázium, 12. o.)

20. Kairó, Egyiptom (2008) – 283 versenyző
- Eisenberger András, (Budapest, Fazekas Mihály Gimnázium, 12. o.), 390 pont, 17. helyezés (aranyérem)
- Szalkai Balázs, (Veszprém, Lovassy László Gimnázium, 12. o.), 279 pont, 35. helyezés (ezüstérem)
- Danka Miklós András, (Budapest, Fazekas Mihály Gimnázium, 11. o.), 241 pont, 65. helyezés (ezüstérem)
- Danner Gábor, (Szeged, Ságvári Endre Gimnázium, 11. o.), 200 pont, 92-94. helyezés (bronzérem)

19. Zágráb, Horvátország (2007) – 285 versenyző
- Vincze János, (Debrecen, Fazekas Mihály Gimnázium, 12. o.), 324 pont, 46-47. helyezés (ezüstérem)
- Eisenberger András, (Budapest, Fazekas Mihály Gimnázium, 11. o.), 270 pont, 81. helyezés (bronzérem)
- Szalkai Balázs, (Veszprém, Lovassy László Gimnázium, 11. o.), 258 pont, 85-86. helyezés (bronzérem)
- Peregi Tamás, (Budapest, Berzsenyi Dániel Gimnázium, 11. o.)

18. Mérida, Mexikó (2006) – 282 versenyző
- Kormányos Balázs, (Szeged, Radnóti Miklós Gimnázium, 12. o.), 332 pont, 64. helyezés (ezüstérem)
- Acsai Péter, (Nagykőrös, Arany János Gimnázium, 12. o.), 285 pont, 93. helyezés (bronzérem)
- Vincze János, (Debrecen, Fazekas Mihály Gimnázium, 11. o.)
- Ludányi Ákos, (Eger, Neumann János Szakközépiskola, 12. o.)

17. Újszandec, Lengyelország (2005) – 276 versenyző
- Kormányos Balázs, (Szeged, Radnóti Miklós Gimnázium, 11. o.), 410 pont, 64. helyezés (ezüstérem)
- Stippinger Marcell, (Sopron, Széchenyi István Gimnázium, 12. o.), 390 pont, 73-74. helyezés (bronzérem)
- Tassy Gergely, (Budapest, Veres Péter Gimnázium, 12. o.), 335 pont, 98-99. helyezés (bronzérem)
- Ludányi Ákos, (Eger, Neumann János Szakközépiskola, 11. o.), 303 pont, 120. helyezés (bronzérem)

16. Athén, Görögország (2004) – 291 versenyző
- Hubai Tamás, (Budapest, Fazekas Mihály Gimnázium, 12. o.), 420 pont, 36-39. helyezés (ezüstérem)
- Rácz Béla, (Budapest, Fazekas Mihály Gimnázium, 12. o.), 375 pont, 62-66. helyezés (ezüstérem)
- Tassy Gergely, (Budapest, Veres Péter Gimnázium, 11. o.), 280 pont, 130-133. helyezés (bronzérem)
- Ludányi Ákos, (Eger, Neumann János Szakközépiskola, 10. o.)

15. Kenosha, Amerikai Egyesült Államok (2003) – 265 versenyző
- Pelládi Gábor, (Miskolc, Földes Ferenc Gimnázium, 12. o.), 342.7 pont, 27. helyezés (ezüstérem)
- Rácz Béla, (Budapest, Fazekas Mihály Gimnázium, 11. o.), 212.6 pont, 100. helyezés (bronzérem)
- Csóka Endre, (Debrecen, Fazekas Mihály Gimnázium, 12. o.)
- Fehér Tamás, (Eger, Neumann János Szakközépiskola, 12. o.)

14. Yong-In, Yongin-si, Dél-Korea (2002) – 276 versenyző
- Pallos Péter, (Budapest, Fazekas Mihály Gimnázium, 12. o.), 278 pont, 32-33. helyezés (ezüstérem)
- Pelládi Gábor, (Miskolc, Földes Ferenc Gimnázium, 11. o.), 249 pont, 52. helyezés (ezüstérem)
- Simkó Gábor, (Szombathely, Nagy Lajos Gimnázium, 11. o.), 186 pont, 95-96. helyezés (bronzérem)
- Marton József, (Szeged, Ságvári Endre Gimnázium, 12. o.)

13. Tampere, Finnország (2001) – 272 versenyző
- Ritter Ádám, (Budapest, Fazekas Mihály Gimnázium, 12. o.), 360 pont, 33. helyezés (ezüstérem)
- Novák Ádám, (Eger, Neumann János Szakközépiskola, 12. o.), 330 pont, 39. helyezés (ezüstérem)
- Földényi Tamás, (Budapest, Fazekas Mihály Gimnázium, 12. o.), 270 pont, 66. helyezés (ezüstérem)
- Hargitai Gábor, (Ócsa, Bolyai János Gimnázium, 11. o.)

12. Peking, Kína (2000) – 278 versenyző
- Rokob András, (Miskolc, Földes Ferenc Gimnázium, 11. o.), 454 pont, 46. helyezés (ezüstérem)
- Csillag Kristóf, (Püspökladány, Karacs Ferenc Gimnázium, 12. o.), 405 pont, 71-72. helyezés (bronzérem)
- Soós István, (Szombathely, Kanizsai Dorottya Gimnázium, 12. o.), 330 pont, 97. helyezés (bronzérem)
- Flach Attila, (Szeged, Ságvári Endre Gimnázium, 12. o.), 329 pont, 98-99. helyezés (bronzérem)

11. Antalya, Törökország (1999) – 253 versenyző
- Rácz Balázs, (Budapest, Veres Péter Gimnázium, 12. o.), 250 pont, 54. helyezés (ezüstérem)
- Sáfár Szilveszter, (Szeged, Ságvári Endre Gimnázium, 11. o.), 180 pont, 100-102. helyezés (bronzérem)
- Felföldi Zsolt, (Budapest, Fazekas Mihály Gimnázium, 12. o.), 160 pont, 112-114. helyezés (bronzérem)
- Förhécz András, (Székesfehérvár, Teleki Blanka Gimnázium, 12. o.)

10. Setúbal, Portugália (1998) – 241 versenyző
- Felföldi Zsolt, (Budapest, Fazekas Mihály Gimnázium, 11. o.), 680 pont, 5-12. helyezés (aranyérem)
- Marhefka István, (Miskolc, Avasi Gimnázium, 12. o.), 580 pont, 31-33. helyezés (ezüstérem)
- Várkonyi Dániel, (Székesfehérvár, Teleki Blanka Gimnázium, 12. o.), 370 pont, 103-107. helyezés (bronzérem)
- Ágó Péter, (Budapest, Petrik Lajos Szakközépiskola, 12. o.), 330 pont, 116-119. helyezés (bronzérem)

9. Fokváros, Dél-afrikai Köztársaság (1997) – 221 versenyző
- Marhefka István, (Miskolc, Avasi Gimnázium, 11. o.), 322 pont, 42. helyezés (ezüstérem)
- Szabó Viktor, (Budapest, Leővey Klára Gimnázium, 11. o.), 270 pont, 67-68. helyezés (bronzérem)
- Tóth László, (Miskolc, Földes Ferenc Gimnázium, 12. o.), 225 pont, 93. helyezés (bronzérem)
- Ujhelyi Gábor, (Miskolc, Földes Ferenc Gimnázium, 12. o.), 223 pont, 94. helyezés (bronzérem)

8. Veszprém, Magyarország (1996) – 220 versenyző
- Gosztolya Gábor, (Szeged, Ságvári Endre Gimnázium, 12. o.), 156 pont, 43-45. helyezés (ezüstérem)
- Lakatos Roland, (Zalaegerszeg, Zrínyi Miklós Gimnázium, 12. o.), 135 pont, 69-70. helyezés (bronzérem)
- Tóth László, (Miskolc, Földes Ferenc Gimnázium, 11. o.), 118 pont, 83. helyezés (bronzérem)
- Andics Árpád, (Debrecen, Tóth Árpád Gimnázium, 11. o.), 70 pont, 149-151. helyezés
- Ungár Péter, (Budapest, Fazekas Mihály Gimnázium, 12. o.), 128 pont, Hungary2 (bronzérem)
- Ujhelyi Gábor, (Miskolc, Földes Ferenc Gimnázium, 11. o.), 119 pont, Hungary2 (bronzérem)
- Klampeczky Zsolt, (Békéscsaba, Gép. és Szt. Szakközépiskola, 12. o.), 115 pont, Hungary2 (bronzérem)
- Kovács Gábor Zsolt, (Veszprém, Lovassy László Gimnázium, 12. o.), 107 pont, Hungary2 (bronzérem)

7. Eindhoven, Hollandia (1995) – 210 versenyző
- Kovács Gábor, (Budapest, Radnóti Miklós Gimnázium, 12. o.), 171 pont, 3. helyezés (aranyérem)
- Blahut György, (Budapest, Szent István Gimnázium, 12. o.), 159 pont, 11-12. helyezés (aranyérem)
- Fige Péter, (Miskolc, Hermann Ottó Gimnázium, 12. o.), 151 pont, 18-20. helyezés (aranyérem)
- Tringel Mihály, (Miskolc, Földes Ferenc Gimnázium, 12. o.), 44 pont, 157-158. helyezés
- Fenyvesi Anikó, (Székesfehérvár, Teleki Blanka Gimnázium, 12. o.), 32 pont, 170. helyezés

6. Haninge, Svédország (1994) – 189 versenyző
- Kovács Gábor, (Budapest, Radnóti Miklós Gimnázium, III. o.), 165 pont, 4-5. helyezés (aranyérem)
- Fige Péter, (Miskolc, Hermann Ottó Gimnázium, III. o.), 160 pont, 8-9. helyezés (aranyérem)
- Szabó Balázs, (Veszprém, Vetési Albert Gimnázium, III. o.), 85 pont, 60-61. helyezés (bronzérem)
- Tarján Dénes, (Budapest, Piarista Gimnázium, IV. o.), 65 pont, 98-101. helyezés (bronzérem)

5. Mendoza, Argentína (1993) – 155 versenyző
- Papp Zsombor, (Zalaegerszeg, Zrínyi Miklós Gimnázium, IV. o.), 175 pont, 15-25. helyezés (ezüstérem)
- Molnár Lajos, (Debrecen, KLTE Gyakorló Gimnázium, IV. o.), 142 pont, 54-57. helyezés (bronzérem)
- Valkó László, (Budapest, Karinthy Frigyes Gimnázium, IV. o.), 142 pont, 54-57. helyezéss (bronzérem)
- Vizmathy Tamás, (Budapest, Egressy Gábor Szakközépiskola, IV. o.)

4. Bonn, Németország (1992) – 171 versenyző
- Péter László, (Veszprém, Lovassy László Gimnázium, IV. o.), 200 pont, 1-12. helyezés (aranyérem)
- Kiss Róbert, (Győr, Révai Miklós Gimnázium, IV. o.), 195 pont, 14-19. helyezés (ezüstérem)
- Szász Olivér, (Budapest, Berzsenyi Dániel Gimnázium, III. o.), 172 pont, 45. helyezés (bronzérem)
- Szathmáry Zoltán, (Budapest, Berzsenyi Dániel Gimnázium, IV. o.)

3. Athén, Görögország (1991) – 68 versenyző
- Turányi Zoltán, (Budapest, Berzsenyi Dániel Gimnázium, IV. o.), 187 pont, 3. helyezés (aranyérem)
- Gulyás László, (Szentes, Horváth Mihály Gimnázium, IV. o.), 124 pont, 26. helyezés (ezüstérem)
- Kiss Róbert, (Győr, Révai Miklós Gimnázium, III. o.), 116 pont, 31-34. helyezés
- Hornák Zoltán, (Veszprém, Lovassy László Gimnázium, IV. o.), 137 pont, Hungary-2 (ezüstérem)

2. Minszk, Szovjetunió (1990) – 100 versenyző
- Szabó Dániel, (Budapest, Árpád Gimnázium, IV. o.), 130 pont, 5. helyezés (aranyérem)
- Hornák Zoltán, (Veszprém, Lovassy László Gimnázium, III. o.), 91 pont, 16-17. helyezés (ezüstérem)
- Berendi Péter, (Budapest, Fazekas Mihály Gimnázium, IV. o.)
- Gulyás László, (Szentes, Horváth Mihály Gimnázium, III. o.)

1. Pravets, Bulgária (1989) – 46 versenyző
- Szabó Dániel, (Budapest, Árpád Gimnázium, III. o.), 95 pont, 2-6. helyezés (aranyérem)
- Ladányi József, (Budapest, Árpád Gimnázium, III. o.), 54 pont, 23. helyezés

## A magyar versenyzők eredményei nevük betűrendi sorrendjében
(Az életkor láttatása kedvéért mindenkinél megadjuk, melyik évben tették le az érettségi vizsgát. Ez egyértelműen mutatja, hogy ki hányadik osztályos volt az egyes diákolimpiákon. Ezt követően az egyes versenyzők eredménye – vagy amennyiben több diákolimpián vett részt – eredményeinek a felsorolása következik. A betűk jelentése: A = első díj/aranyérem, E = második díj/ezüstérem, B = harmadik díj/bronzérem, D = dicséret, R = résztvevő. Az eredmény fokát jelölő betűk után zárójelben a megfelelő diákolimpiát sorszámmal és évszámmal is megadjuk.)
| Acsai Péter           | (2006) |  | eredménye(i): |  |  | B (18, 2006)                                           |
| Ágó Péter             | (1998) |  | eredménye(i): |  |  | B (10, 1998)                                           |
| Andics Árpád          | (1997) |  | eredménye(i): |  |  | R (8, 1996)                                            |
| Bata Zsombor          | (2024) |  | eredménye(i): |  |  | D (36, 2024)                                           |
| Berendi Péter         | (1990) |  | eredménye(i): |  |  | R (2, 1990)                                            |
| Blahut György         | (1995) |  | eredménye(i): |  |  | A (7, 1995)                                            |
| Czanik Pál            | (2025) |  | eredménye(i): |  |  | B (34, 2022), D (35, 2023), E (36, 2024), B (37, 2025) |
| Csillag Kristóf       | (2000) |  | eredménye(i): |  |  | B (12, 2000)                                           |
| Csóka Endre           | (2003) |  | eredménye(i): |  |  | R (15, 2003)                                           |
| Danka Miklós András   | (2009) |  | eredménye(i): |  |  | E (20, 2008)                                           |
| Dankovics Attila      | (2011) |  | eredménye(i): |  |  | E (22, 2010), E (23, 2011)                             |
| Danner Gábor          | (2009) |  | eredménye(i): |  |  | B (20, 2008), R (21, 2009)                             |
| Danyluk Tamás         | (2011) |  | eredménye(i): |  |  | R (23, 2011)                                           |
| Eisenberger András    | (2008) |  | eredménye(i): |  |  | B (19, 2007), A (20, 2008)                             |
| Englert Péter         | (2009) |  | eredménye(i): |  |  | R (21, 2009)                                           |
| Erdős Márton          | (2016) |  | eredménye(i): |  |  | R (26, 2014), E (27, 2015), E (28, 2016)               |
| Fehér Tamás           | (2003) |  | eredménye(i): |  |  | R (15, 2003)                                           |
| Felföldi Zsolt        | (1999) |  | eredménye(i): |  |  | A (10, 1998), B (11, 1999)                             |
| Fenyvesi Anikó        | (1995) |  | eredménye(i): |  |  | R (7, 1995)                                            |
| Fige Péter            | (1995) |  | eredménye(i): |  |  | A (6, 1994), A (7, 1995)                               |
| Flach Attila          | (2000) |  | eredménye(i): |  |  | B (12, 2000)                                           |
| Földényi Tamás        | (2001) |  | eredménye(i): |  |  | E (13, 2001)                                           |
| Förhécz András        | (1999) |  | eredménye(i): |  |  | R (11, 1999)                                           |
| Fülöp Máté            | (2025) |  | eredménye(i): |  |  | B (35, 2023)                                           |
| Gáspár Attila         | (2018) |  | eredménye(i): |  |  | A (29, 2017), E (30, 2018)                             |
| Gévay Gábor           | (2009) |  | eredménye(i): |  |  | B (21, 2009)                                           |
| Gosztolya Gábor       | (1996) |  | eredménye(i): |  |  | E (8, 1996)                                            |
| Görömbey Tamás        | (2026) |  | eredménye(i): |  |  | R (36, 2024), A (37, 2025)                             |
| Gulyás László         | (1991) |  | eredménye(i): |  |  | R (2, 1990), E (3, 1991)                               |
| Gyimesi Péter         | (2020) |  | eredménye(i): |  |  | E (32, 2020)                                           |
| Hargitai Gábor        | (2002) |  | eredménye(i): |  |  | R (13, 2001)                                           |
| Havasi Márton         | (2013) |  | eredménye(i): |  |  | E (24, 2012)                                           |
| Hornák Zoltán         | (1991) |  | eredménye(i): |  |  | E (2, 1990), E (3, 1991, Hungary2)                     |
| Hubai Tamás           | (2004) |  | eredménye(i): |  |  | E (16, 2004)                                           |
| Hunyady Márton        | (2010) |  | eredménye(i): |  |  | B (22, 2010)                                           |
| Janzer Orsolya Lili   | (2018) |  | eredménye(i): |  |  | B (29, 2017), B (30, 2018)                             |
| Kiss Róbert           | (1992) |  | eredménye(i): |  |  | R (3, 1991), E (4, 1992)                               |
| Klampeczky Zsolt      | (1996) |  | eredménye(i): |  |  | B (8, 1996, Hungary2)                                  |
| Kormányos Balázs      | (2006) |  | eredménye(i): |  |  | E (17, 2005), E (18, 2006)                             |
| Kovács Gábor          | (1995) |  | eredménye(i): |  |  | A (6, 1994), A (7, 1995)                               |
| Kovács Gábor Zsolt    | (1996) |  | eredménye(i): |  |  | B (8, 1996, Hungary2)                                  |
| Ladányi József        | (1990) |  | eredménye(i): |  |  | R (1, 1989)                                            |
| Lakatos Roland        | (1996) |  | eredménye(i): |  |  | B (8, 1996)                                            |
| Leitereg András       | (2013) |  | eredménye(i): |  |  | R (25, 2013)                                           |
| Ludányi Ákos          | (2006) |  | eredménye(i): |  |  | R (16, 2004), B (17, 2005), R (18, 2006)               |
| Marhefka István       | (1998) |  | eredménye(i): |  |  | E (9, 1997), E (10, 1998)                              |
| Marton József         | (2002) |  | eredménye(i): |  |  | R (14, 2002)                                           |
| Marussy Kristóf       | (2012) |  | eredménye(i): |  |  | R (24, 2012)                                           |
| Máté Lőrinc           | (2023) |  | eredménye(i): |  |  | D (34, 2022), B (35, 2023)                             |
| Mernyei Péter         | (2017) |  | eredménye(i): |  |  | E (28, 2016), E (29, 2017)                             |
| Mészáros András       | (2010) |  | eredménye(i): |  |  | E (22, 2010)                                           |
| Molnár Bálint         | (2020) |  | eredménye(i): |  |  | R (31, 2019)                                           |
| Molnár István Ádám    | (2023) |  | eredménye(i): |  |  | E (34, 2022), B (35, 2023), A (36, 2024), A (37, 2025) |
| Molnár Lajos          | (1993) |  | eredménye(i): |  |  | B (5, 1993)                                            |
| Molnár-Sáska Zoltán   | (2018) |  | eredménye(i): |  |  | B (28, 2016), B (30, 2018)                             |
| Nagy Nándor           | (2020) |  | eredménye(i): |  |  | B (31, 2019), E(32, 2020)                              |
| Nagy Vendel           | (2014) |  | eredménye(i): |  |  | B (25, 2013)                                           |
| Németh Marcell        | (2024) |  | eredménye(i): |  |  | B (35, 2023)                                           |
| Németh Márton Tamás   | (2023) |  | eredménye(i): |  |  | R (33, 2021), D (34, 2022), B (35, 2023)               |
| Noszály Áron          | (2020) |  | eredménye(i): |  |  | B (30, 2018), R (31, 2019), E (32, 2020)               |
| Novák Ádám            | (2001) |  | eredménye(i): |  |  | E (13, 2001)                                           |
| Pallos Péter          | (2002) |  | eredménye(i): |  |  | E (14, 2002)                                           |
| Papp Zsombor          | (1993) |  | eredménye(i): |  |  | E (5, 1993)                                            |
| Pelládi Gábor         | (2003) |  | eredménye(i): |  |  | E (14, 2002), E (15, 2003)                             |
| Peregi Tamás          | (2008) |  | eredménye(i): |  |  | R (19, 2007)                                           |
| Péter László          | (1992) |  | eredménye(i): |  |  | A (4, 1992)                                            |
| Rácz Balázs           | (1999) |  | eredménye(i): |  |  | E (11, 1999)                                           |
| Rácz Béla             | (2004) |  | eredménye(i): |  |  | B (15, 2003), E (16, 2004)                             |
| Radnai László         | (2017) |  | eredménye(i): |  |  | R (29, 2017)                                           |
| Ritter Ádám           | (2001) |  | eredménye(i): |  |  | E (13, 2001)                                           |
| Rokob András          | (2001) |  | eredménye(i): |  |  | E (12, 2000)                                           |
| Sáfár Szilveszter     | (2000) |  | eredménye(i): |  |  | B (11, 1999)                                           |
| Schwarcz Tamás        | (2015) |  | eredménye(i): |  |  | B (27, 2015)                                           |
| Simig Dániel          | (2013) |  | eredménye(i): |  |  | R (25, 2013)                                           |
| Simkó Gábor           | (2003) |  | eredménye(i): |  |  | B (14, 2002)                                           |
| Somogyvári Kristóf    | (2014) |  | eredménye(i): |  |  | B (26, 2014)                                           |
| Soós István           | (2000) |  | eredménye(i): |  |  | B (12, 2000)                                           |
| Stippinger Marcell    | (2005) |  | eredménye(i): |  |  | B (17, 2005)                                           |
| Szabó Balázs          | (1995) |  | eredménye(i): |  |  | B (6, 1994)                                            |
| Szabó Dániel          | (1990) |  | eredménye(i): |  |  | A (1, 1989), A (2, 1990)                               |
| Szabó Kornél György   | (2021) |  | eredménye(i): |  |  | B (33, 2021)                                           |
| Szabó Viktor          | (1998) |  | eredménye(i): |  |  | B (9, 1997)                                            |
| Szalkai Balázs        | (2008) |  | eredménye(i): |  |  | B (19, 2007), E (20, 2008)                             |
| Szász Olivér          | (1993) |  | eredménye(i): |  |  | B (4, 1992)                                            |
| Szathmáry Zoltán      | (1992) |  | eredménye(i): |  |  | R (4, 1992)                                            |
| Székely Szilveszter   | (2015) |  | eredménye(i): |  |  | R (26, 2014)                                           |
| Szenczi Zoltán        | (2012) |  | eredménye(i): |  |  | R (23, 2011), B (24, 2012)                             |
| Szilágyi Balázs       | (2026) |  | eredménye(i): |  |  | B (37, 2025)                                           |
| Tarján Bernát         | (2024) |  | eredménye(i): |  |  | E (35, 2023)                                           |
| Tarján Dénes          | (1994) |  | eredménye(i): |  |  | B (6, 1994)                                            |
| Tassy Gergely         | (2005) |  | eredménye(i): |  |  | B (16, 2004), B (17, 2005)                             |
| Tóth Balázs           | (2020) |  | eredménye(i): |  |  | A (31, 2019), E (32, 2020)                             |
| Tóth Gellért          | (2021) |  | eredménye(i): |  |  | E (33, 2021)                                           |
| Tóth László           | (1997) |  | eredménye(i): |  |  | B (8, 1996), B (9, 1997)                               |
| Tringel Mihály        | (1995) |  | eredménye(i): |  |  | R (7, 1995)                                            |
| Turányi Zoltán        | (1991) |  | eredménye(i): |  |  | A (3, 1991)                                            |
| Ujhelyi Gábor         | (1997) |  | eredménye(i): |  |  | B (8, 1996, Hungary2), B (9, 1997)                     |
| Ungár Péter           | (1996) |  | eredménye(i): |  |  | B (8, 1996, Hungary2)                                  |
| Valkó László          | (1993) |  | eredménye(i): |  |  | B (5, 1993)                                            |
| Vámosi Bendegúz Péter | (2026) |  | eredménye(i): |  |  | D (35, 2023)                                           |
| Varga Péter           | (2021) |  | eredménye(i): |  |  | B (33, 2021)                                           |
| Várkonyi Dániel       | (1998) |  | eredménye(i): |  |  | B (10, 1998)                                           |
| Vincze János          | (2007) |  | eredménye(i): |  |  | R (18, 2006), E (19, 2007)                             |
| Vizmathy Tamás        | (1993) |  | eredménye(i): |  |  | R (5, 1993)                                            |
| Wagner Zsolt          | (2010) |  | eredménye(i): |  |  | R (22, 2010)                                           |
| Weisz Ágoston         | (2011) |  | eredménye(i): |  |  | B (23, 2011)                                           |
| Weisz Ambrus          | (2015) |  | eredménye(i): |  |  | R (26, 2014), R (27, 2015)                             |
| Weisz Gellért         | (2013) |  | eredménye(i): |  |  | B (24, 2012), E (25, 2013)                             |
| Zarándy Álmos         | (2016) |  | eredménye(i): |  |  | R (27, 2015), B (28, 2016)                             |

## Külső hivatkozások
Az IOI hivatalos honlapja